# Beaver Dam Township (Missouri)
Pour les articles homonymes, voir Beaver Dam Township, Beaver Dam et Beaver.
Beaver Dam Township est un township du comté de Butler dans le Missouri, aux États-Unis,. En 2000, sa population s'élève à 3 963 habitants.

## Source de la traduction
- (en) Cet article est partiellement ou en totalité issu de l’article de Wikipédia en anglais intitulé « Beaver Dam Township, Butler County, Missouri » (voir la liste des auteurs).